# Kingdom (группа)
Kingdom (кор. 킹덤; стилизуется Кингдом) — южнокорейский бойбенд, сформированный в 2021 году компанией GF Entertainment. Коллектив состоит из семи участников: Дан, Артур, Муджин, Луи, Айван, и Джахан. Дебют состоялся 18 февраля 2021 года с мини-альбомом History of Kingdom: Part I. Arthur. В мае 2022 года группу покинул Чиу. 17 января 2025 года группу покинул Хвон.
Первоначально 8 парней из группы появлялись в группах SM Entertainment (Girls' Generation, Exo и т. д.) с 2010 по 2015 год на запуске группы.

## Название
В интервью Hankyung Ко Юнён, глава GF Entertainment, объяснил, что участники представляют «семь королевств и семь королей».

## История

### Пре-дебют
Дан и Артур — бывшие участники группы Varsity. Дан участвовал в реалити-шоу Mix Nine от JTBC, заняв 71-е место.
22 января были опубликованы фотографии профилей первых трёх участников: Дана, Луи и Чиу.
Артур стал следующим участником 17 апреля, а затем к группе присоединились Айван (29 мая), Джахан (30 июня) и Муджин (31 июля).

### 2021—2023: Дебют сHistory of Kingdom: Part I. Arthur, уход Чиу и добавление Хвона
В полночь 9 января Kingdom выпустили свой первый тизер под названием «Gate Open D-40». 12 часов спустя группа выпустила первый тизер клипа «Excalibur».
Группа дебютировала 18 февраля 2021 года с мини-альбомом, History of Kingdom: Part I. Arthur, и ведущим синглом «Excalibur». Их второй мини-альбом, History of Kingdom: Part II. Chiwoo, с ведущим синглом, «Karma», был выпущен 1 июля. Их третий мини-альбом, History of Kingdom: Part III. Ivan, с ведущим синглом, «Black Crown», был выпущен 21 октября.
Их четвёртым мини-альбом History of Kingdom: Part IV. Dann, был выпущен 31 марта, но был отложен с 17 марта после того, как у Артура и Муджина был выявлен положительный результат на COVID-19.
25 мая Чиу расторг свой контракт с GF Entertainment, по личным причинам, и покинул группу.
31 августа Хвон был представлен как новый участник группы. Он дебютировал с ними 5 октября с пятым мини-альбомом History of Kingdom : PartⅤ. Louis. 
23 февраля группа опубликовала тизер своего шестого мини-альбома History of Kingdom : PartⅥ. Mujin. Три часа спустя было выпущено групповое фото-тизер, на котором было объявлено, что альбом выйдет 23 марта.
После выхода  Distopia  с японским концептом фанаты заметили пасхалку их альбома который выйдет 19 октября 2023 года

## Участники
| Сценический псевдоним | Сценический псевдоним | Настоящее имя  | Настоящее имя | Дата рождения | Позиция в группе         |
| Основной              | Другой                | На русском     | Хангыль       | Дата рождения | Позиция в группе         |
| --------------------- | --------------------- | -------------- | ------------- | ------------- | ------------------------ |
| Дан                   | Dann                  | Чон Сынбо      | 정승보        | 01.11.1997    | Лидер, ведущий вокалист  |
| Артур                 | Arthur                | Хаканамине Рин | 袴峰凛        | 15.04.2000    | Главный танцор, вокалист |
| Муджин                | Mujin                 | Ко Сонхо       | 고성호        | 20.11.2000    | Главный рэпер, вокалист  |
| Луи                   | Louis                 | Ян Донщик      | 양동식        | 08.04.2001    | Вокалист                 |
| Айван                 | Ivan                  | Пак Юсон       | 박유성        | 12.10.2001    | Ведущий вокалист         |
| Хвон                  | Hwon                  | Йоши Накамура  | 中村義        | 12.03.2002    | Вокалист, репер          |
| Джахан                | Jahan                 | Им Джихун      | 임지훈        | 01.08.2002    | Вокалист, рэпер, макнэ   |

### Бывшие участники
| Сценический псевдоним | Сценический псевдоним | Настоящее имя | Настоящее имя | Дата рождения | Позиция в группе |
| Основной              | Другой                | На русском    | Хангыль       | Дата рождения | Позиция в группе |
| --------------------- | --------------------- | ------------- | ------------- | ------------- | ---------------- |
| Чиу                   | Chiwoo                | Гук Сынджун   | 국승준        | 02.09.2002    | Рэпер, макнэ     |

## Дискография

### Мини-альбомы
- History of Kingdom: Part I. Arthur (2021)
- History of Kingdom: Part II. Chiwoo (2021)
- History of Kingdom: Part III. Ivan (2021)
- History of Kingdom: Part IV. Dann (2022)
- History of Kingdom : PartⅤ. Louis (2022)
- History of Kingdom : PartⅥ. Mujin (2023)
- History Of Kingdom : Part Ⅶ. Jahan (2023)